# ジェミニ賞
ジェミニ賞（ジェミニしょう、Gemini Awards）は、カナダ映画テレビアカデミー（Academy of Canadian Cinema and Television）の主催で、カナダのテレビドラマを始めとする番組のほか、テレビに関連する様々な業績に与えられる賞である。通常はトロントで開催されるが、トロント以外で開催されることもある。

## 歴史
1986年、ACTRA Awardの代わりとして第1回が開催された。
2012年4月、カナダ映画テレビアカデミーは、ジェミニ賞とジニー賞を廃止し、テレビ、映画、デジタルメディアなど、カナダのあらゆるメディアを対象とした新しい授賞式「カナダ・スクリーン・アワード」を創設すると発表した。2013年3月3日、第1回カナダ・スクリーン・アワードが開催された。